# Етиопски бир
Бирът (на амхарски: ብር) е официалната парична единица на Етиопия. Дели се на сто сантима. Издава се от националната банка на Етиопия.

## История
На територията на Етиопия първите собствени монети, които са в обращение са златни, сребърни и бронзови. Те са сечени в Царство Аксум, което съществува от II до XI век. Тогава, до началото на XIX век, издаването на собствени пари не е направено. Използвали са се византийски монети, монети от Арабския халифат и други ислямски държави, както и кюлчета сол (така наречения „амол“). През 1807 – 1886 г. султан Харера сече свои монети. Понякога през 19 век местните монети се правят върху монети от други страни.
През първата половина на 20 век най-популярната монета на територията на съвременна Етиопия е талерът, който първо е издаден като инструмент за вътрешно парично обръщение, но след това започва да се използва за външна търговия. Като търговска монета талерът продължава да се издава до средата на XX век. От 1751 до 2000 г. са отсечени около 389 милиона копия на монетата, които стават най-разпространени в Леванта и Североизточна Африка. Името на тази най-популярна монета от региона на амхарски език на езика геез е „бир“, което означава сребро.
На 1 юни 1936 г. от три италиански колонии – стара Еритрея и Сомалия, както и нова Етиопия, се формира Италианска Източна Африка. Нейната официална валута е италианската лира, но в обращение продължават да бъдат също абисинските и еритрейските талери, както и сомалийската лира. От 1938 г. в обращение се появява лирата на италианската Източна Африка, издадена специално за региона, приравнена на италианската лира. Банкнотите, деноминирани в абисински талери и сомалийски лири, са изтеглени от обращение.
През 1940 – 1941 г., когато територията на Италианска Източна Африка преминава под британски контрол, в завоеваните територии вместо лира е въведен шилингът, а в Етиопия в допълнение е възобновено обращението на талера. Привлекателността на талера е запазен. По същото време се употребяват също египетската лира, индийската рупия и британската лира.
Етиопия е под британски протекторат до 1952 г. По това време, на 23 юли 1945 г., е издаден етиопският долар, който напълно замества източноафриканския шилинг и етиопския талер през февруари 1946 г. 1 нов бир се равнява на 2 шилинга, който се равнява на 0,66 стар бира.
На 15 септември 1952 г. Етиопия и Еритрея стават част от независима федерална монархия. През 1962 г. император Хайле Селасие I премахва федералната структура на страната, в резултат на което започва дълга война за независимостта на Еритрея, която окончателно приключва едва на 24 май 1993 г. По време на военните години, на 21 септември 1976 г., Етиопия замества долара с етиопски бир в съотношение 1:1. Предишното име, използвано върху банкнотите, е запазено на амхарски, но на английски е написано като „birr“. След като получава независимост, Еритрея продължава да използва валута на Етиопия до 8 ноември 1997 г., когато е въведена накфата в съотношение 1:1..

## Монети и банкноти
В обращение са банкноти от 1, 5, 10, 50 и 100 бира, както и монети от 1, 5, 10, 25 и 50 в сантима и 1 бир.